# Dicranomyia (Pseudoglochina) procella
Dicranomyia (Pseudoglochina) procella is een tweevleugelige uit de familie steltmuggen (Limoniidae). De soort komt voor in het Australaziatisch gebied.